# Periodische Fortsetzung
In der Mathematik, insbesondere in der Fourier-Analysis, ist die periodische Fortsetzung oder Periodisierung eine Operation, mit der eine Funktion, die nur in einem bestimmten Intervall definiert ist, periodisch wird.
Ein Anwendungsfall sind Fourierreihen, die nur für periodische Funktionen definiert sind. Um sie auch für nicht periodische Funktionen anwenden zu können, muss man sie periodisieren.

## Definition
Sei {\displaystyle f\colon \mathbb {[} a,b]\rightarrow \mathbb {R} } eine Funktion mit {\displaystyle f(a)=f(b)}.
Dann ist die Periodisierung {\displaystyle f_{p}\colon \mathbb {R} \rightarrow \mathbb {R} } von {\displaystyle f} definiert als:
{\displaystyle f_{p}(x)=f\left(x+a-\left\lfloor {\frac {x}{T}}\right\rfloor \cdot T\right)}.
{\displaystyle T=b-a}  heißt Periode von {\displaystyle f} und {\displaystyle \lfloor \cdot \rfloor } bezeichnet die Abrundungsfunktion.